# Polycyathus furanaensis
Espèce
Statut CITES
Polycyathus furanaensis est une espèce de coraux de la famille des Caryophylliidae.

## Étymologie
Son nom spécifique, composé de furana et du suffixe latin -ensis, « qui vit dans, qui habite », lui a été donné en référence au lieu de sa découverte, Furanafushi, une petite île inhabitée des Maldives. 

## Publication originale
- Verheij & Best, 1987 : Notes on the Genus Polycyathus Duncan, 1876 and a Description of Three New Scleractinian Corals from the Indo-Pacific. Zoologische Mededelingen, vol. 61, n. 12, pp. 147-154 (texte intégral) (en).